# محطة قطار الشهبونية
محطة الشهبونية هي محطة قطار في الجزائر تقع على أراضي بلدية الشهبونية في ولاية المدية.

## التموقع في السكك الحديدية
تقع المحطة على ارتفاع 663 متر فوق مستوى سطح البحر، عند نقطة الكيلومترية (PK) 86 من خط تيسمسلت إلى المسيلة [الفرنسية]، حيث تُقدم من محطة سيدي العجال وتتبعها من محطة بوغزول.

## تاريخها
وُضعت المحطة في الخدمة في 26 ديسمبر 2022 عند افتتاح خط تيسمسيلت إلى مسيلة.

## خدمة المسافرين

### خدمات
تُخدم محطة الشهبونية بالقطارات الإقليمية على الخط برج بوعريرج – تيسمسيلت.

### روابط خارجية
- "SNTF". Société nationale des transports ferroviaires (SNTF). مؤرشف من الأصل في 2025-05-05..